# Bombe incendiaire
Pour les articles homonymes, voir Bombe.

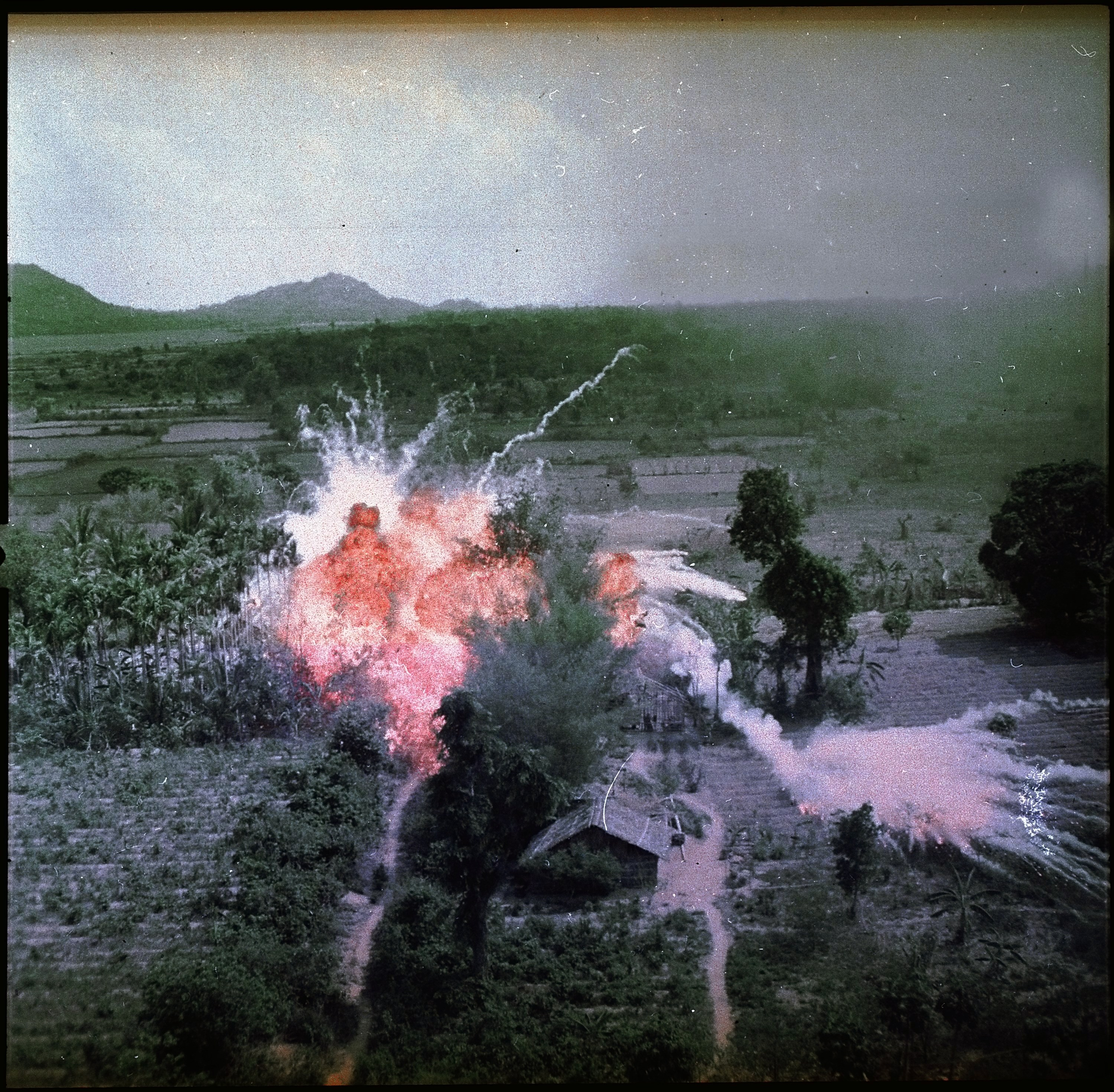
Forces américaines larguant du napalm sur les positions Viet Cong en 1965.

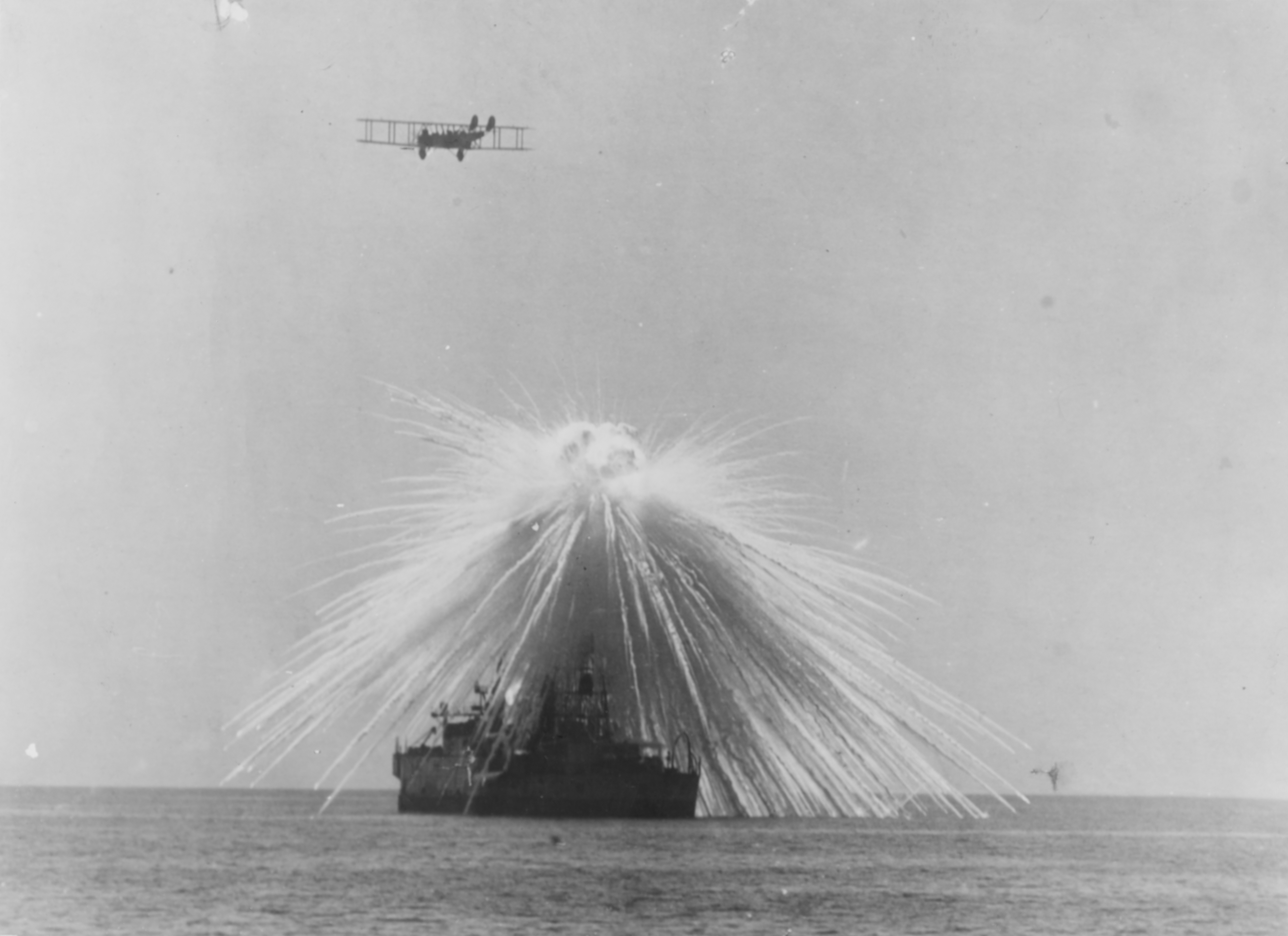
L'USS Alabama (BB-8) touché par une bombe incendiaire au phosphore, septembre 1921, lors d'un test militaire

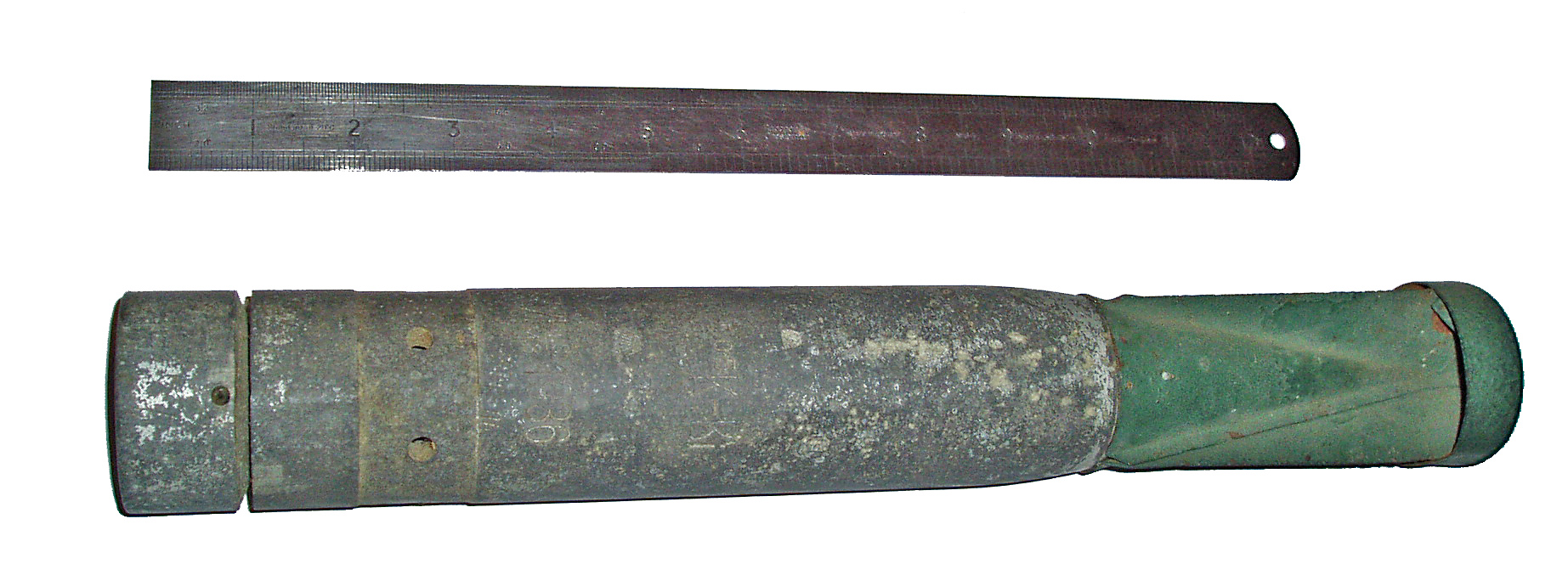
Bombe incendiaire allemande d'un kg utilisée durant la Seconde Guerre mondiale, construite en 1936.

Une bombe incendiaire est une bombe destinée à provoquer un incendie.
Les bombes incendiaires sont utilisées comme armes de guerre. Une utilisation massive permet de provoquer un Feuersturm, un embrasement généralisé de l'air détruisant de larges surfaces, comme lors des bombardements stratégiques durant la Seconde Guerre mondiale en Allemagne et au Japon. Elles peuvent être employées pour nettoyer une zone, par exemple à des fins de déforestation du camp ennemi, comme ce fut le cas lors de la guerre du Viêt Nam.

## Caractéristiques
Ce type d'arme est généralement fabriqué à base de napalm, thermite, trifluorure de chlore, ou de phosphore blanc. Un kilo de matière incendiaire consomme environ 40 m3 d'oxygène.

## Historique

### Première Guerre mondiale
Les bombes incendiaires ont été utilisées en bombardement lors de la Première Guerre mondiale comme lors de raids aériens sur Paris durant la cette Guerre

### Seconde Guerre mondiale
Les bombes incendiaires ont été utilisées en bombardement lors de la Seconde Guerre mondiale. Au Royaume-Uni, le Petroleum Warfare Department développe une large gamme d'armes incendiaires telles que la fougasse incendiaire.

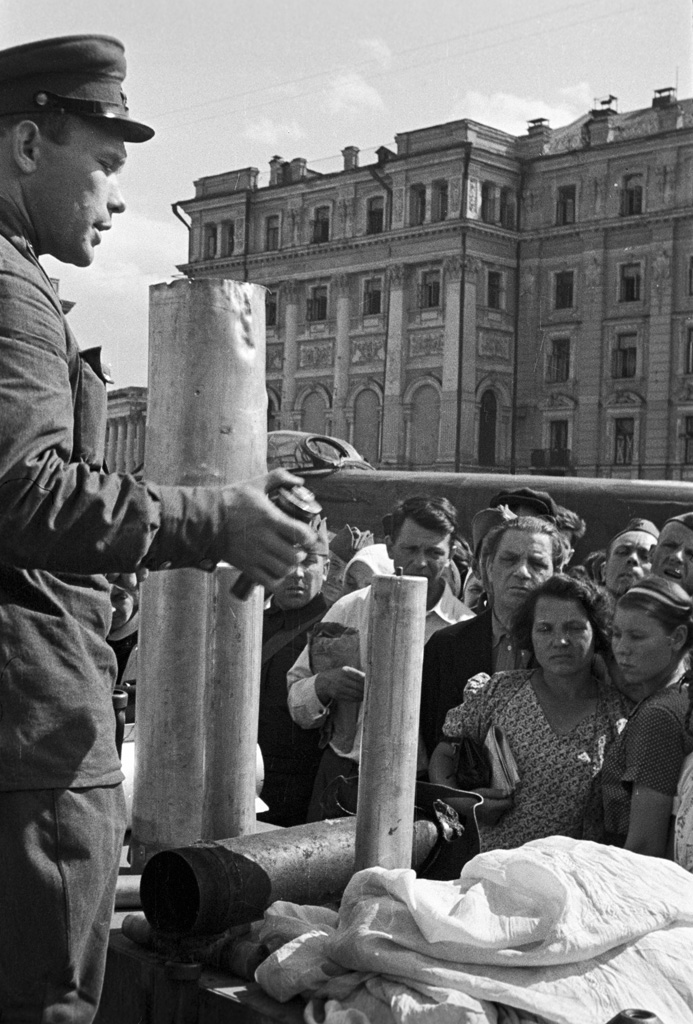
Un soldat de l'armée rouge apprenant aux Moscovites à neutraliser les bombes incendiaires sur la place Tverskoï à Moscou.
Photo Alexander Krasavin (1941)

La grande enveloppe de la bombe incendiaire pour avion était remplie de petits engins incendiaires et destinée à s'ouvrir en altitude, de manière à disperser les incendiaires pour couvrir une large zone. Une charge explosive initiait ensuite le matériau inflammable, créant souvent un feu de grande ampleur. Le feu ainsi créé brûlait à des températures extrêmement élevées, qui pouvaient détruire la plupart des bâtiments faits de bois ou d'autres matériaux combustibles (les bâtiments faits de pierre résistent généralement à une destruction incendiaire sauf s'ils sont d'abord « ouverts » par des explosifs). Au départ, les bombes incendiaires furent créées dans le but de détruire les nombreuses industries militaires localisées de manière disparate (souvent intentionnellement) à proximité des villes, dans le but d'éviter leur destruction par des bombardements traditionnels. Néanmoins, les destructions civiles causées par ce type d'armes leur apportèrent rapidement une réputation terrifiante (exemple : le Terrorflieger allemand) auprès des populations visées, et plus d'un bombardier abattu a vu son équipage lynché dès la capture de celui-ci par des civils en colère. Le bombardement de Dresde, lors de la Seconde Guerre mondiale et à un degré moindre, le bombardement de Hambourg en 1943 et le bombardement de Tōkyō, restent aujourd'hui encore controversés (bien que dans le cas du dernier, la décentralisation voulue des sous-traitants de l'industrie militaire ait été dévastatrice).

### Seconde moitié duXXesiècleetXXIesiècle
Les bombes incendiaires modernes contiennent généralement de la thermite, faite d'aluminium et d'oxyde ferrique. Ce mélange nécessite une température très élevée pour s'enflammer, mais une fois allumé, il peut brûler l'acier solide. Durant la Seconde Guerre mondiale, de tels engins étaient employés dans des grenades incendiaires pour incendier au travers d'importants blindages de protection, ou en tant qu'appareils de soudage rapides pour détruire l'artillerie et d'autres armes au mécanisme complexe.

## Bombes au phosphore blanc
Les bombes au phosphore blanc sont des engins qui peuvent être utilisés comme arme chimique incendiaire contre des concentrations de troupes, ou plus couramment pour illuminer un champ de bataille nocturne ou limiter la vision des troupes ennemies par un écran de fumée.
L'US Army et les Marines ont utilisé le phosphore blanc lors de la Seconde Guerre mondiale et de la guerre de Corée dans les trois buts précédents, utilisant fréquemment des obus au phosphore blanc dans des mortiers de 4,2 pouces. Le phosphore blanc fut largement crédité par les Alliés d'avoir empêché de nombreuses attaques de l'infanterie allemande et d'avoir créé de gros dégâts dans les troupes ennemies lors de la dernière partie de la Seconde Guerre mondiale. L'impact psychologique du phosphore blanc sur l'ennemi a été noté par de nombreux chefs de troupes, et les tireurs de tels mortiers furent parfois exécutés de façon sommaire par les Allemands, en représailles. Dans la Seconde Guerre mondiale tout comme dans la guerre de Corée, le phosphore blanc fut particulièrement utile pour dévaster les vagues d'assaut des fantassins.
Lorsque les bombes au phosphore blanc sont utilisées pour éclairer un champ de bataille ou à des fins de fumigation ou de signalisation, elles ne sont pas interdites par le Protocole III de la Convention sur certaines armes classiques interdisant ou limitant l'emploi d'armes incendiaires contre des civils ou contre des cibles militaires situées à l'intérieur de concentrations civiles.
Les États-Unis ont reconnu avoir utilisé des bombes au phosphore blanc comme arme incendiaire contre des insurgés lors de la deuxième bataille de Falloujah en novembre 2004 mais ont réfuté avoir touché des civils avec ces dernières malgré les constatations d'ONG.
Israël de son côté a eu recours aux bombes au phosphore blanc utilisé comme fumigène pour limiter la vision des troupes ennemies, notamment dans la bande de Gaza durant la guerre de Gaza de 2008-2009. Le Hamas a lancé des bombes au phosphore depuis la bande de Gaza vers Israël en 2010,.
Dans le cadre de la guerre civile en Syrie, les médias le Monde et France Télévision rapportent que ce genre de bombes ont également été utilisées par les forces de la République arabe syrienne dirigée par Bachar el-Assad et par l'aviation russe, notamment à Alep,.  
Des bombes incendiaires sont régulièrement larguées par l'armée turque dans la province de Dohuk au Kurdistan irakien et au Rojava (Kudistan syrien).Ces bombardements intensifs et la politique de terres brûlées que mène l’État turc ont causé des dommages considérables à la faune et la flore locale et provoqué une déforestation dans ces régions kurdes frontalières de la Turquie.[réf. nécessaire]